# Italský volpino
Italský volpino je poměrně vzácné italské psí plemeno. Dožívá se až 15 let a je to dobrý společník vhodný do rodiny s dětmi nebo ke starším lidem.

## Historie

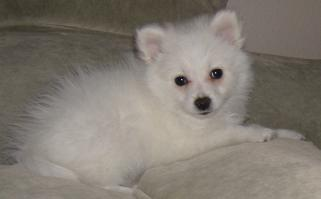

Předkové italského volpina jsou evropští špicové, kteří se v Evropě objevili pravděpodobně již v době bronzové, samotní volpinové jsou ale známí až od 17. století. Název „volpino“ pochází z latinského slova volpe, což znamená liška. Zašpičatělý čenich tohoto psa totiž lišku připomíná. Přestože mnoho lidí může italského volpina považovat za malého německého špice, nemají spolu tato dvě plemena společnou historii. Italský volpino si získal srdce šlechty, kterou doprovázel, ale stejně tak u prostého lidu, který si zase cenil jeho hlídačských schopností, mnohdy byl vyobrazován vedle povozů s vínem . Největšího rozmachu dosáhl jeho chov na začátku 19. století, zejména ve Florencii, proto se plemeni občas říká i florentský volpino. Po druhé světové válce plemeno málem vymizelo, nakonec se jej ale podařilo obnovit díky skupině chovatelů a dobrému chovatelskému programu.

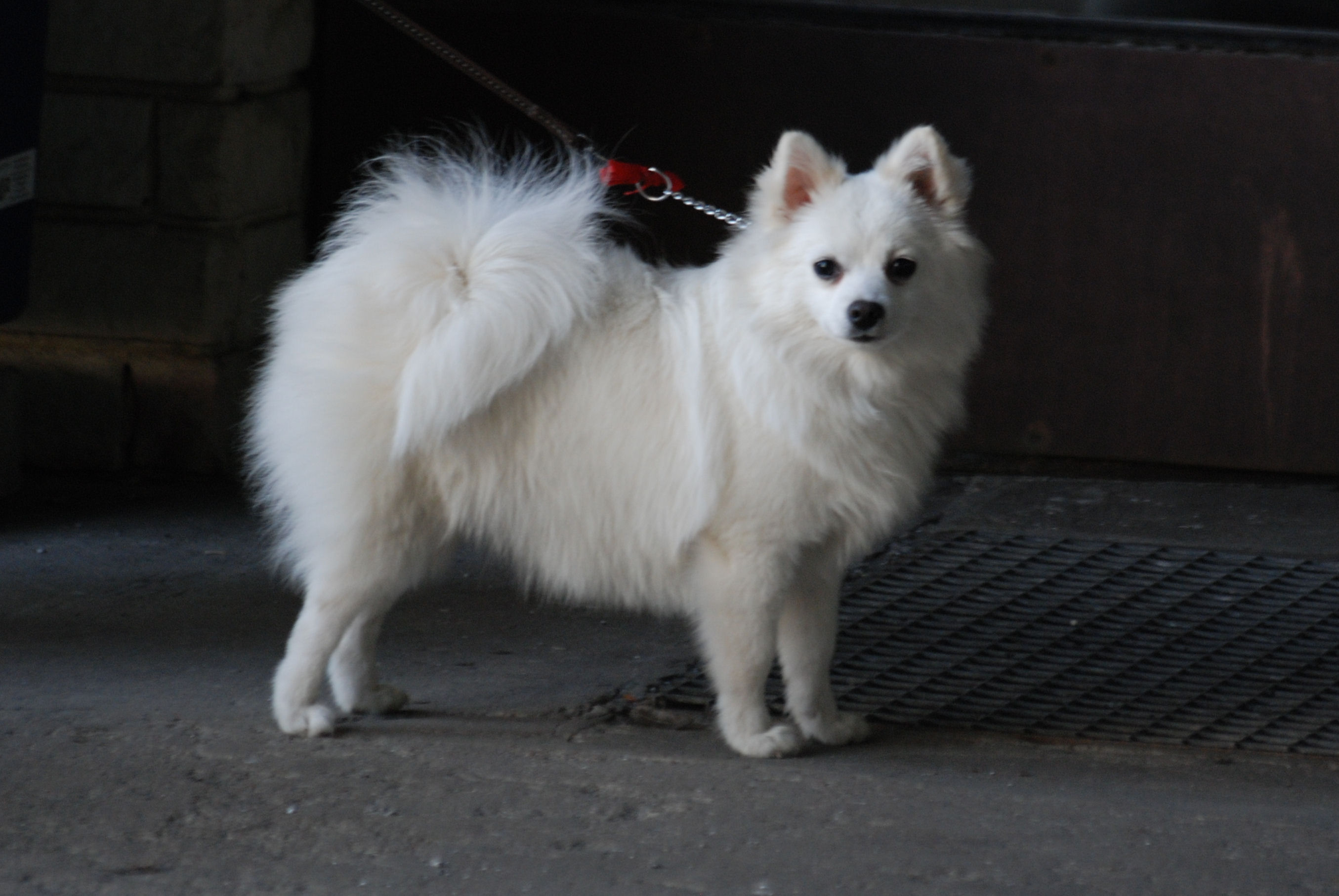

Oficiální používaná zkratka v Česku je IV, plemeno se zde ale ještě nechová. Nejvíce jedinců nalezneme v rodné Itálii, ale také ve Švédsku, Norsku a Finsku.

## Vzhled
Italský volpino je malý, kompaktní špic s harmonickými rysy a lehkou stavbou těla. Výrazným prvkem je jeho jemná, vzdušná srst, která pokrývá celé tělo a většinou má bílou barvu, ve výjimečných případech může být i černý, světle žlutý nebo sobolí. Hlava je jehlanovitého tvaru, poměrně velká s poměrem lebky ku čumáku 6:5. Výrazný stop. Má krátké, trojúhelníkové a vztyčené uši pokryté jemnou srstí. Kulaté oči tmavě okrové barvy. Silné a bílé zuby s nůžkovým nebo klešťovým skusem. Krk je poměrně krátký, velmi hustě osrstěný. Hřbet je přiměřeně dlouhý, rovný. Ocas je nesen zatočený nad hřbetem. Nohy méně osrstěné s krátkou a jemnější srstí, zakončené kulatými tlapkami.

### Možná záměna
- Malý německý špic
- Pomeranian

## Povaha
Italský volpino je milý, přátelský, hravý, bystrý a rozpustilý psík, dnes používaný jako společník do bytu. Jsou temperamentní, oddaní své rodině a ve většině případů jsou na ní plně závislí. Přestože velikostí zrovna neimponuje, je to schopný hlídač, který svým hlasem upozorní na jakéhokoliv cizince či podezřelý předmět. Jsou neohrožení, ale také mírně náladoví. S dětmi se dokáže snést a vycházet s nimi, ale je potřeba brát v potaz zacházení dětí se psy. Děti mohou psa ve hře lehce zranit. S jinými psy vychází dobře, ale co se týče jiných zvířat, většinou na ně doráží a bez přestání štěká.